# Fritz Scheller
Fritz Scheller (Erlangen, 22 de setembre de 1914 - Roßtal, 22 de juliol de 1997) va ser un ciclista alemany que fou professional entre 1938 i 1949. Va participar en els Jocs Olímpics de Berlín de 1936, on va quedar quart a la prova en ruta

## Palmarès
- 1932
  -  Campió d'Alemanya amateur en ruta
- 1936
  -  Campió d'Alemanya amateur en ruta
- 1937
  -  Campió d'Alemanya amateur en ruta
- 1938
  - 1r a Frankfurt
- 1940
  - 1r a la Rund um die Hainleite
- 1941
  - Vencedor d'una etapa a l'Echarpe d'Or
- 1946
  -  Campió d'Alemanya en critèrium

### Resultats al Tour de França
- 1938. Abandona (9a etapa)